# Dicaminus
Dicaminus is een geslacht van schietmotten uit de familie Hydroptilidae.

## Soorten
Deze lijst is mogelijk niet compleet.
- D. ladislavii F Mueller, 1879